# Ghiacciaio Walk
Il ghiacciaio Walk (in inglese Walk Glacier) è un ghiacciaio situato sulla costa di Eights, nella Terra di Ellsworth, in Antartide. Il ghiacciaio, il cui punto più alto si trova a circa 1.550 m s.l.m., fluisce verso ovest discendendo dalle cime Christoffersen fino a raggiungere l'estremità meridionale delle rocce Proibite, nelle montagne di Jones.

## Storia
Il ghiacciaio Walk è stato mappato dal reparto dell'Università del Minnesota che ha esplorato le montagne di Jones nella spedizione del 1960-61 ed è stato poi così battezzato dal Comitato consultivo dei nomi antartici in onore del tenente Donald R. Walk, della marina militare statunitense, ufficiale medico e ufficiale in carica presso la stazione Byrd nel 1961.